# Fearless (àlbum de Taylor Swift)
Fearless és el segon àlbum d'estudi de la cantant i compositora nord-americana Taylor Swift. Es va publicar als Estats Units i Canadà l'11 de novembre de 2008 i el 9 de març de 2009 a la resta del món. Escrit principalment per Taylor Swift mentre promocionava el seu àlbum debut, Fearless inclou crèdits de composició addicionals de Liz Rose, Hillary Lindsey, Colbie Caillat i John Rich. Taylor Swift va escriure per ella mateixa 7 dels 13 temes de l'edició estàndard i va coproduir l'àlbum amb Nathan Chapman.
Fearless és un àlbum de pop country la composició del qual incorpora instruments associats al country com ara banjos, violins, mandolines i guitarres acústiques, que es barregen amb guitarres i cordes elèctriques. Inspirada en els sentiments adolescents de la Taylor Swift, la lletra explora temes de romanç, desenganys amorosos i aspiracions. El títol de l'àlbum fa referència al tema general de totes les seves cançons, ja que en conjunt representen el coratge de la Taylor Swift per acceptar els reptes de l'amor.
Després del llançament de Fearless, Taylor Swift es va embarcar en la gira Fearless Tour, que va tenir lloc des d'abril de 2009 fins a juliol de 2010. Als Estats Units, Fearless va passar 11 setmanes en el top del Billboard 200 i va ser certificat Diamond per la Recording Industry Association of America (RIAA). Va arribar al top 5 de les llistes d'àlbums i va rebre certificacions multiplatí a Austràlia, Canadà, Nova Zelanda i el Regne Unit, i n'ha venut 12 milions de còpies a tot el món.
Els crítics musicals van elogiar la seva composició per oferir cançons amigables amb la ràdio i un compromís emocional que va atreure no només als adolescents sinó també a un públic ampli. Essent l'àlbum country més premiat de tots els temps, Fearless va guanyar el premi a l'àlbum de l'any tant als Country Music Association Awards i als Academy of Country Music Awards el 2009. Va guanyar el Premi Grammy l'àlbum de l'any i al millor àlbum country l'any 2010. L'àlbum va aparèixer a la llista dels 100 Millors Àlbums Country De Tots els Temps segons la revista Rolling Stone. Després de la disputa sobre la propietat dels seus àlbums, el 9 d'abril de 2021 va publicar una re-gravació, Fearless (Taylor's Version).

## Context
Taylor Swift va signar un contracte editorial amb Sony / Atv Tree Publishing l'any 2004 per convertir-se en compositora; als 14 anys, es va convertir en la signatària de Sony/ATV més jove de la història. Després de signar un contracte de gravació amb Big Machine Records el 2005 per convertir-se en una cantant de música country, va escriure cançons amb altres compositors i va gravar el seu àlbum debut homònim amb el productor Nathan Chapman durant quatre mesos a finals de 2005. Llançat el 24 d'octubre de 2006, va ser àlbum amb la presència més llarga a la Billboard 200 de la dècada dels anys 2000 i va convertir a la Taylor Swift en una de les estrelles emergents de la música country. El seu tercer single "Our Song", va convertir a la Taylor Swift en la persona més jove a escriure i cantar en solitari una cançó número u a la llista Billboard Hot Country Songs. El seu èxit va ser estrany per a una artista adolescent femenina, ja que la música country havia estat dominada per músics majoritàriament masculins de mitjana edat.
Per promocionarel seu àlbum debut, Taylor Swift va fer una gira com a telonera d'altres músics country, inclosos Rascal Flatts i George Strait, durant els anys 2007-2008. Mentre estava de gira, va continuar escrivint cançons per al seu següent, principalment per ella mateixa a la carretera, "a la sala del concert. ... un lloc tranquil en alguna habitació del local, com el vestidor". A més del material escrit per ella mateixa, Taylor Swift va tenir sessions de composició de cançons amb Liz Rose, amb qui havia col·laborat en gran manera en el seu primer àlbum. També va escriure amb el músic John Rich i el cantautor Colbie Caillat.

## Redacció i producció
Taylor Swift va arribar a la direcció en la que volia portar el seu segon àlbum després d'escriure "Fearless", una cançó sobre una "millor primera cita" imaginària, mentre feia una gira amb Brad Paisley a mitjans del 2007. La composició de cançons de la Taylor Swift va estar influenciada per l'enfocament de Paisley i Sheryl Crow per expressar emocions. Continuant amb els temes romàntics del seu primer àlbum, Taylor Swift va optar per escriure cançons sobre els seus sentiments personals i observacions del món que l'envoltava des de la perspectiva d'una adolescent, en comptes de l'estil de vida luxós que va aportar la seva nova fama, per assegurar-se que els seus fans es puguin relacionar amb les seves cançons: "Realment intento escriure més sobre el que sento i sobre els nois i sobre l'amor perquè això és el que em fascina més que qualsevol altra cosa.– l'amor i el que ens fa i com tractem les persones i com ens tracten. Així que gairebé totes les cançons de l'àlbum tenen una cara que hi associo."

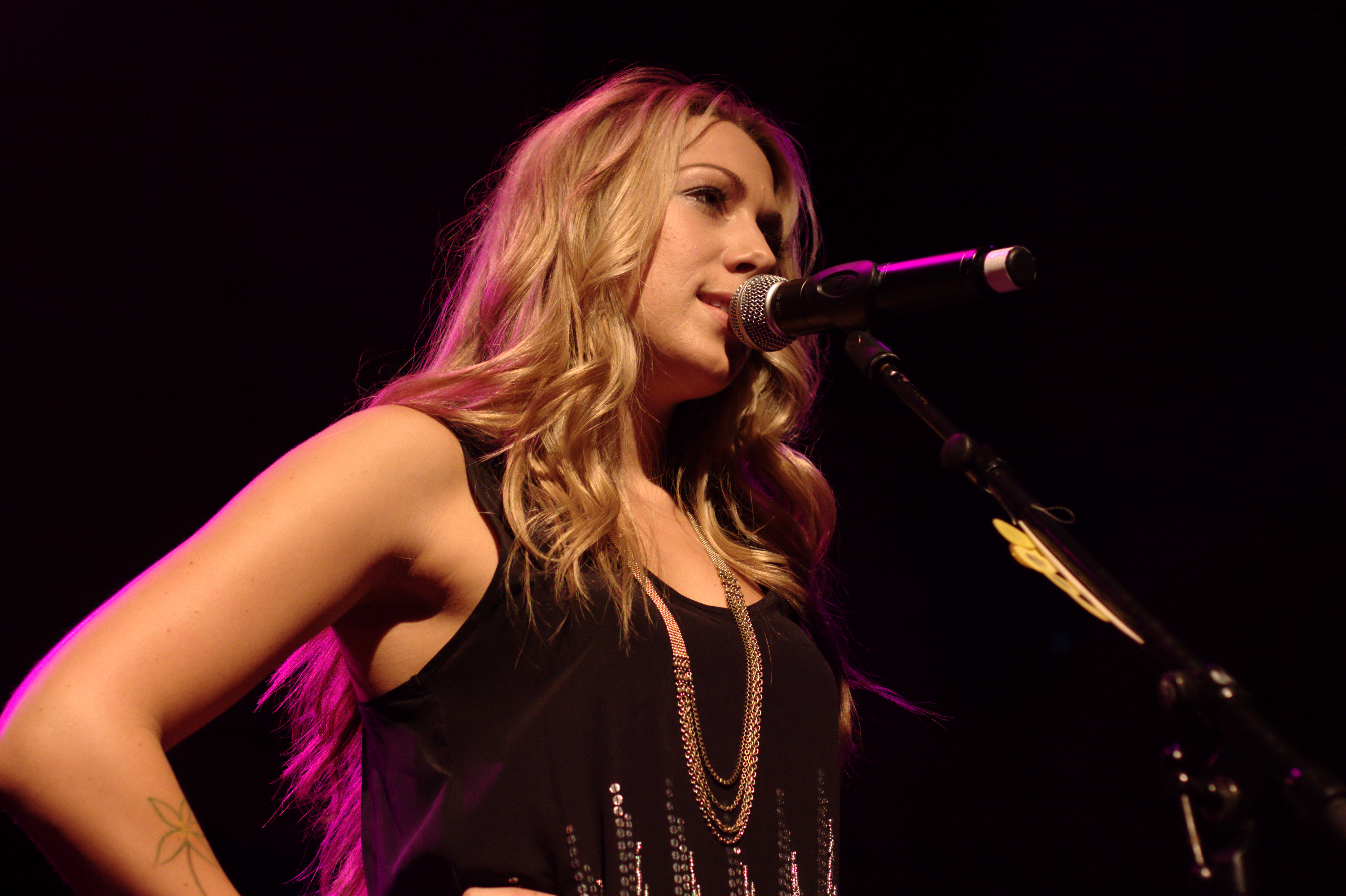
Taylor Swift va escriure i gravar la cançó "Breathe" amb Colbie Caillat (a la foto el 2011).

La Taylor Swift normalment començava a escriure identificant una emoció bàsica que volia transmetre a través de la melodia de la guitarra. Per a altres cançons, de vegades se li va ocórrer el títol abans que res més. Tot i que algunes cançons es van inspirar en les relacions personals de la Taylor Swift, va dir que la majoria de les cançons eren observacions dramatitzades en lloc d'experiències de la vida real: "He passat per ruptures i les emocions bàsiques darrere d'elles, però no em cal gaire per treure aquest tipus d'emocions en una cançó, per sort". Va explicar que certes emocions a les seves cançons, com ara la frustració o el desamor, sortien fàcilment sense que ella realment passés per agitació emocional. Al juliol de 2007, ja havia escrit fins a 75 cançons. Va gravar l'àlbum pocs mesos després d'anar de gira amb George Strait. Nathan Chapman, que va produir l'àlbum debut de la Taylor Swift, va tornar com a productor, i l'enregistrament va tenir lloc a estudis de Tennessee, inclosos sis a Nashville i un a Franklin.
Durant les sessions d'enregistrament, la Taylor Swift va posar èmfasi en l'autenticitat dels sentiments emocionals de les cançons per sobre de la rigidesa tècnica: "Crec que l'escriptora que hi ha en mi està una mica més obsessionada amb el significat de la cançó que amb la tècnica vocal". Al març de 2008, ja havia gravat sis cançons, inclosa una coescrita amb Colbie Caillat, "Breathe"; Taylor Swift va utilitzar la cançó de Colbie Caillat del 2007 "Bubbly" com a punt de referència durant les sessions d'enregistrament, degut als seus arranjaments senzills i als seus sentiments honestos. A part de les cançons recentment escrites, va gravar també algunes que havia pensat per al seu àlbum debut, creient que hi havia històries que mereixien ser publicades. L'edició estàndard consta de 13 cançons, ja que la Taylor Swift considera el 13 el seu número de la sort. Set de les cançons van ser escrites únicament per la Taylor Swift, mentre que la resta van ser coescrites amb altres cantants. L'enregistrament va tenir lloc en vuit mesos i va acabar l'octubre de 2008, quan Swift va completar el tema "Forever & Always" just abans que Fearless fos masteritzat i publicat.

## Composició

### Lletres

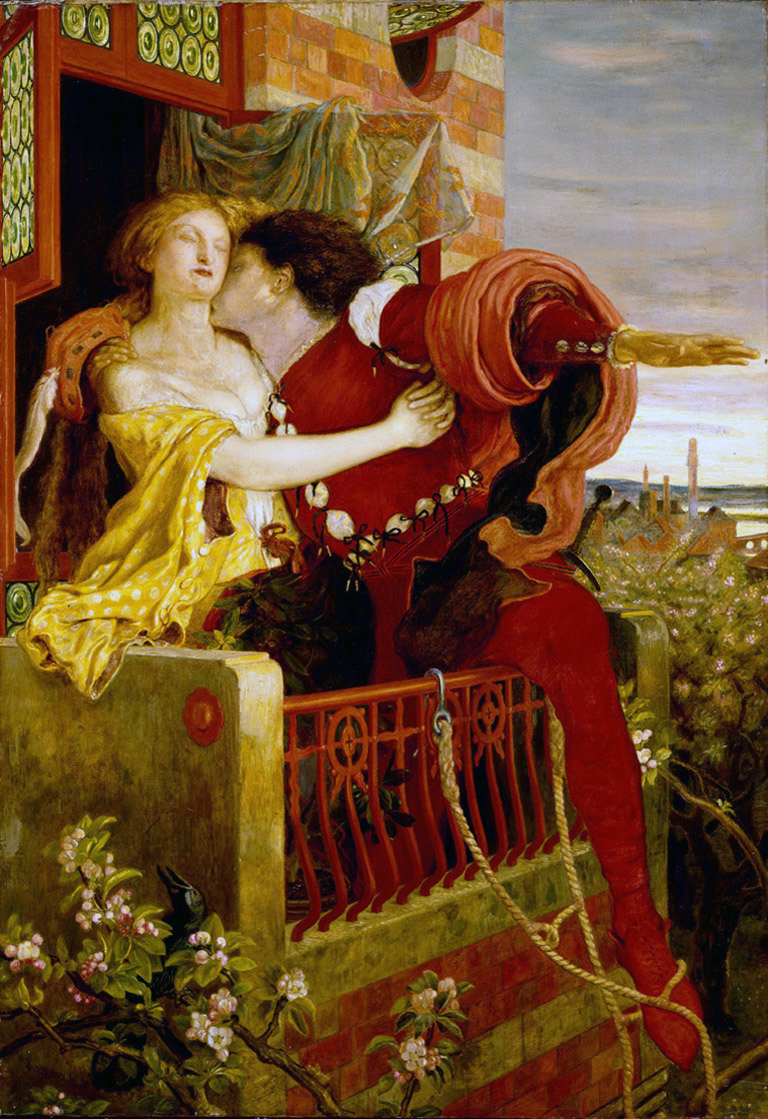
Swift va escriure la lletra de "Love Story" inspirada en Romeu i Julieta de Shakespeare (a la foto hi ha una pintura que representa una escena de l'obra).

Igual que el seu àlbum debut, els temes destacats a Fearless són l'amor i la vida des de la perspectiva d'una adolescent de secundària. Les cançons de Fearless examinen aquests temes amb una observació més matisada i madura. Va escriure la cançó "Fifteen" durant el seu primer any de secundària a Hendersonville, Tennessee. A la narració, Swift i una altra noia anomenada Abigail, la seva amiga de secundària de la vida real, passen juntes per amor adolescent i desamor. Quan conclou la cançó, Swift s'adona que pot aconseguir més que sortir amb nois de secundària.
Moltes de les cançons de Fearless parlen d'un romanç innocent i idealitzat i utilitzen imatges associades amb contes de fades, com ara prínceps, princeses, cavalls blancs i petons sota la pluja. La cançó principal "Fearless" és la imaginació de Swift d'una primera cita perfecta, en la qual es veu atrapada amb el seu "millor vestit" sota la pluja. Inspirada en un interès amorós impopular per a la família i els amics de Swift, "Love Story"està basada en Romeu i Julieta de William Shakespeare. A la lletra, Swift va substituir la conclusió de la història original per una proposta de matrimoni, un final que ella creia que es mereixien els dos personatges. L'optimista "Love Story" es contradiu amb "White Horse", que es va inspirar en el mateix interès amorós. A "White Horse", la Taylor Swift està desil·lusionada perquè el seu interès amorós no és el príncep encantador ideal que podria tractar-la com una princesa després de la seva infidelitat. "Hey Stephen" tracta dels sentiments ocults de la Taylor Swift per Stephen Barker Liles del grup Love and Theft, una banda de música country. El desamor i el tumult emocional s'exploren en cançons com "Tell Me Why", sobre una relació intermitent amb un interès amorós informal; "You're Not Sorry", amb una lletra que descriu un home infidel; i "Forever & Always", inspirat en la ruptura amb el cantant Joe Jonas.
Altres cançons es van inspirar en les relacions romàntiques dels amics de la Taylor Swift. Swift va escriure " You Belong with Me " després d'escoltar un dels membres de la seva banda parlant amb la seva xicota per telèfon. Per simpatia, va escriure una història en què la protagonista alberga sentiments per un interès amorós fora de l'abast. La lletra inclou una iconografia de secundària, descrivint la protagonista com una noia normal "a la graderia" i la xicota antagònica com una animadora popular. A "The Way I Loved You", Swift canta sobre els seus sentiments apassionats per un ex-amant complicat, malgrat la seva relació actual amb un xicot decent. A part del romanç, Fearless explora l'amistat, l'amor familiar i les lliçons de vida des de la perspectiva de la Taylor Swift "Breathe" tracta sobre el final de l'amistat amb amb una amiga propera. Va dedicar " The Best Day " a la seva mare després d'anar a comprar juntes. La lletra de "Change" —la pista de tancament de l'edició estàndard— detalla la determinació de Swift per tenir èxit malgrat el seu estat com a cantant d'un petit segell discogràfic independent de Nashville. Va acabar d'escriure "Change" la nit que va guanyar l'Horizon Award als Country Music Association Awards 2007.

### Música
Fearless, un àlbum de pop country, segueix l'estil country de l'àlbum debut de Swift. Els temes es caracteritzen per instruments associats a la música country com el violí, el banjo, la mandolina i la guitarra acústica, entrellaçats amb la guitarra elèctrica dinàmica i les cordes. La producció és consistent durant tot l'àlbum: cada cançó segueix una estructura recurrent vers-cor-pont i té un pont dramàtic, un vers final i una tornada final dramàtica.
Els crítics musicals van debatre el gènere de l'àlbum. Molts van considerar Fearless més pop que country i van citar els arranjaments musicals favorables al pop amb elements amplis, des del teen pop i el pop rock fins al soft rock i el folk. Segons Hazel Cills de Pitchfork, els únics elements de música country a Fearless són "l'accent country fals" i uns quants trossos de banjo i violí escampats per les cançons. Al diari britànic Guardian, Alexis Petridis va dir que els elements de la música country presents es limitaven a les referències líriques a Déu i als "one-horse towns", i que la producció estava arrelada al "pop-rock ortodonticament perfecte" amb les melodies de Swift que evocava "l'implacable eficiència d'una fàbrica de pop escandinava". Swift, en una entrevista a The Philadelphia Inquirer, va respondre al debat crític: "[Si] expliques històries sobre com vius a una granja i estimes la teva família i Déu, o si expliques històries sobre l'institut, són històries sobre la teva vida. Això és el que em fa un artista country". En revisions retrospectives, Lindsay Zoladz de The New York Times i Chris DeVille de Stereogum van considerar Fearless un disc carregat de música country.